# Puccinia miyoshiana
Puccinia miyoshiana ist eine Ständerpilzart aus der Ordnung der Rostpilze (Pucciniales). Der Pilz ist ein Endoparasit von Hasenohren sowie diverser Süßgräser. Symptome des Befalls durch die Art sind Rostflecken und Pusteln auf den Blattoberflächen der Wirtspflanzen. Sie kommt in weiten Teilen Nordasiens vor.

## Merkmale

### Makroskopische Merkmale
Puccinia miyoshiana ist mit bloßem Auge nur anhand der auf der Oberfläche des Wirtes hervortretenden Sporenlager zu erkennen. Sie wachsen in Nestern, die als gelbliche bis braune Flecken und Pusteln auf den Blattoberflächen erscheinen.

### Mikroskopische Merkmale
Das Myzel von Puccinia miyoshiana wächst wie bei allen Puccinia-Arten interzellulär und bildet Saugfäden, die in das Speichergewebe des Wirtes wachsen. Die zylindrischen Aecien der Art besitzen 22–25 × 22–25 µm große, kugelige, hyaline Aeciosporen mit runzliger Oberfläche. Die hell zimtbraunen Uredien des Pilzes wachsen unterseitig auf den Wirtsblättern und werden bis zu 0,8 mm lang. Ihre goldenen bis hell zimtbraunen Uredosporen sind 22–26 × 19–23 µm groß, kugelig bis breitoval und fein stachelwarzig. Die blattunterseitig wachsenden Telien der Art sind schwarzbraun, pulverig und früh offenliegend; sie werden bis zu 5 mm lang. Die kastanienbraunen Teliosporen sind ein- bis zweizellig, in der Regel breit- bis langellipsoid und 30–43 × 19–26 µm groß. Ihre Stiele sind hyalin bis gelblich und bis zu 100 µm lang.

## Verbreitung
Das bekannte Verbreitungsgebiet von Puccinia miyoshiana erstreckt sich vom westlichen Russland bis nach China und Japan.

## Ökologie
Die Wirtspflanzen von Puccinia miyoshiana sind für den Haplonten Hasenohren (Bupleurum spp.) sowie Capillipedium parviflorum, Eccoiloptus cotulifer und Spodiopogon sibiricus für den Dikaryonten. Der Pilz ernährt sich von den im Speichergewebe der Pflanzen vorhandenen Nährstoffen, seine Sporenlager brechen später durch die Blattoberfläche und setzen Sporen frei. Die Art verfügt über einen Entwicklungszyklus mit Telien, Uredien, Aecien und Spermogonien und macht einen Wirtswechsel durch.